# Бекетовка (Сенгилеевский район)
Бекетовка — село Сенгилеевского района в составе Елаурского сельского поселения. 

## География
Находится на расстоянии примерно 21 километр по прямой на юг от районного центра города Сенгилей.

## История

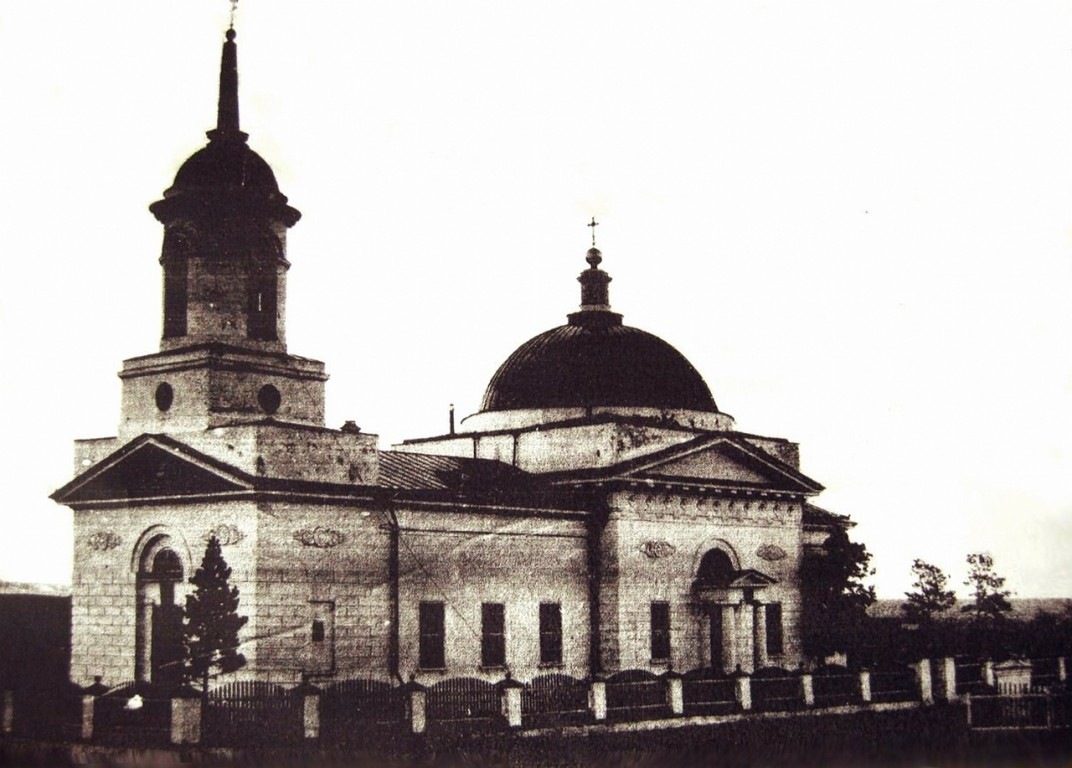
Церковь Рождества Христова (Бекетовка).

Село известно со второй половины XVII века. Неподалеку друг от друга существовали четыре деревни: Калмыкова, Иртушкина, Мастрюкова и Утяшкина. Это были небольшие поселения от 5 до 15 дворов, построенные на земле выделенной в 1680 году по челобитью артели новокрещёных чуваш Уржумки Актяева с товарищами, несшими государеву пограничную охранную службу. Через три года эта земля перешла к Аштерячке Актерянову. Вероятно, Аштерячка Актерянов, став старшим служилых чуваш, и основал эти поселения.
В 1763 году у жителей этих поселений землю скупил полковник Алексей Петрович Бекетов.
Продав свою землю «всю без остатка» жители этих четырех деревень покинули эти места и переехали жить в соседние чувашские села.
В мае 1764 года полковник Бекетов из своей вотчины с. Архангельское (Репьевка тож) Карсунского уезда (ныне село Репьёвка Колхозная) перевёл часть крепостных на купленную «в урочищах по речке Бектяшке землю для посева ярового разного хлеба».
В 1780 году новопоселённая деревня Бекетовка, при речке Бектяшке, помещиковых крестьян, вошла в состав Сенгилеевского уезда Симбирского наместничества, с 1796 году — в Симбирской губернии.
В начале XIX века наследники Бекетова продали бекетовских крепостных вместе с землею, недвижимостью и животиной сенатору С. Кушникову.
Из-за засушливого лета 1839 года в Бекетовке сгорело 18 дворов.
В 1842 году, тит. сов. Сергеем Сергеевичем Кушниковым, был построен каменный храм. Престолов в нем три: главный — в честь Рождества Христова, в правом приделе — во имя св. благоверного князя Александра Невского и в левом — во имя св. великомученицы Екатерины.
Затем село перешло во владение его внучки Екатерины, в замужестве княгини Урусовой, село стало родовым имением Урусовых.
В 1859 году село Бекетовка находилось в Сенгилеевском уезде Симбирской губернии, в 1-м стане по тракту из г. Сенгилея к с. Тереньге, имелась церковь.
В 1867 году в Бекетовке было открыто начальное народное (земское) училище.
С 1880 года (по другим данным — 1881) выйдя в отставку в чине ротмистра, здесь поселился князь А. П. Урусов — русский общественный и политический деятель, один из основателей и товарищ председателя Всероссийского национального союза, член Государственной думы от Тульской губернии.
В 1907 году Урусов-третий продаёт своё имение и угодья предпринимателю Миллеру, а он через год продаёт все 1555 десятин Ефиму Исаевичу Чернявскому, тот через полгода закладывает поместье в Украинский поземельный банк. У поземельною банка эту землю и постройки частями скупают 15 семей украинских переселенцев. Так в километре от села, на месте бывшей барской усадьбы, образовался хутор Урусовский, позднее названный Новыми Донцами.
В 1926 году на базе бывшей панской фермы Чернявского было организовано товарищество по совместной обработке земли «Весёлый Ключ». В ТОЗ объединились 30 хозяйств. Весной 1930 года всё село, за исключением 5 хозяйств, вступило в колхоз. Влились в него и три поселка: Весёлый Ключ,  Новые Донцы и Утяшкино. Колхоз получил название «Большевик». В 1930-31 гг, в селе вступил в строй колхозный кирпичный завод, вырабатывающий до 500 тысяч кирпича в год.
В 1935 году колхоз «Большевик» был разукрупнён на 6 колхозов: им. Ворошилова,  им. Молотова и «Большевик» — в Бекетовке, им. Будённого — в Новых Донцах, «Чапаева» — в пос. Весёлый Ключ и «Рассвет» — в пос. Утяшкино (Утяжкино). В 1950 году колхозы объединились в два колхоза с названием им. Молотова и «Рассвет». В 1954 году колхоз «Рассвет» вошёл в состав колхоза им. Молотова. В 1958 году колхоз им. Молотова переименован в колхоз «Рассвет».

## Население
Население составляло: на 1859 год 511 муж. и 577 жен.; на 1900 год прихожан в с. Бекетовке (н. р.) в 197 дворах жило: 788 м. и 835 ж.; В 1926 году в селе жило 376 семей, 1685 жителей, в том числе 783 мужчины и 902 женщины. 587 человек в 2002 году (русские 89%), 463 по переписи 2010 года.

## Достопримечательности
- В 1969 году в селе был поставлен памятник погибшим в ВОВ. В скорбном списке 198 фамилий.
- Церковь Рождества Христова (восстанавливается)[8].